# 潘祖尧
潘祖尧（英語：Ronald Poon Cho Yiu，1942年5月20日—2022年8月13日），汉族，祖籍广东番禺，生于香港。已故香港建筑师，第八至十一届全国政协委员。

## 生平
潘祖尧生於1942年5月20日，早年在香港就學，讀至16歲時被送到英國寄宿學校升學。他於1962年至1968年修讀建築聯盟學院建筑系文凭，1967年至1968年完成該協會的热带建筑学文凭課程。後來1973年，他在香港成立了潘祖尧建筑师事务所。1976年，组成了罗素-潘建筑师集团。1981年后，出任香港建筑师学会、亚洲建筑师学会理事长，任期一年。
潘祖尧担任香港潘祖尧顾问有限公司董事长，是香港房屋协会原主席。历任第八至十届全国政协委员。2008年，当选第十一届全国政协委员，代表特邀香港人士，分入第五十二组。在2011年3月8日在北京举行的全国政协十一届四次会议第一次大会发言上，潘祖尧作了题为《城市建设中的隐忧》的发言，大胆揭露中国内地城市建设中的弊端，不到10分钟的发言却赢得了10次热烈掌声。
潘祖堯於2022年8月13日病逝，享年80歲。

## 建築作品

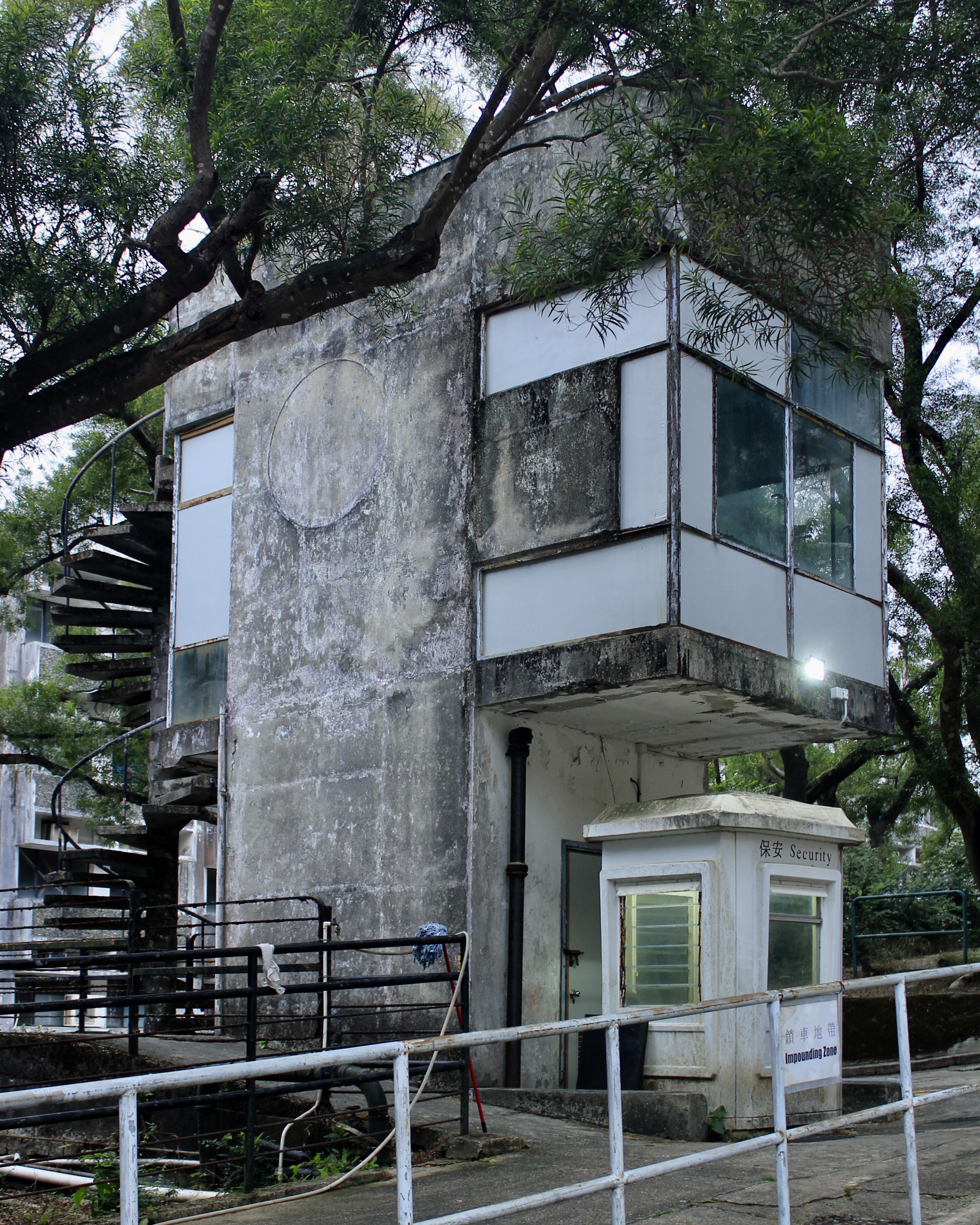
邵氏片場警衛室
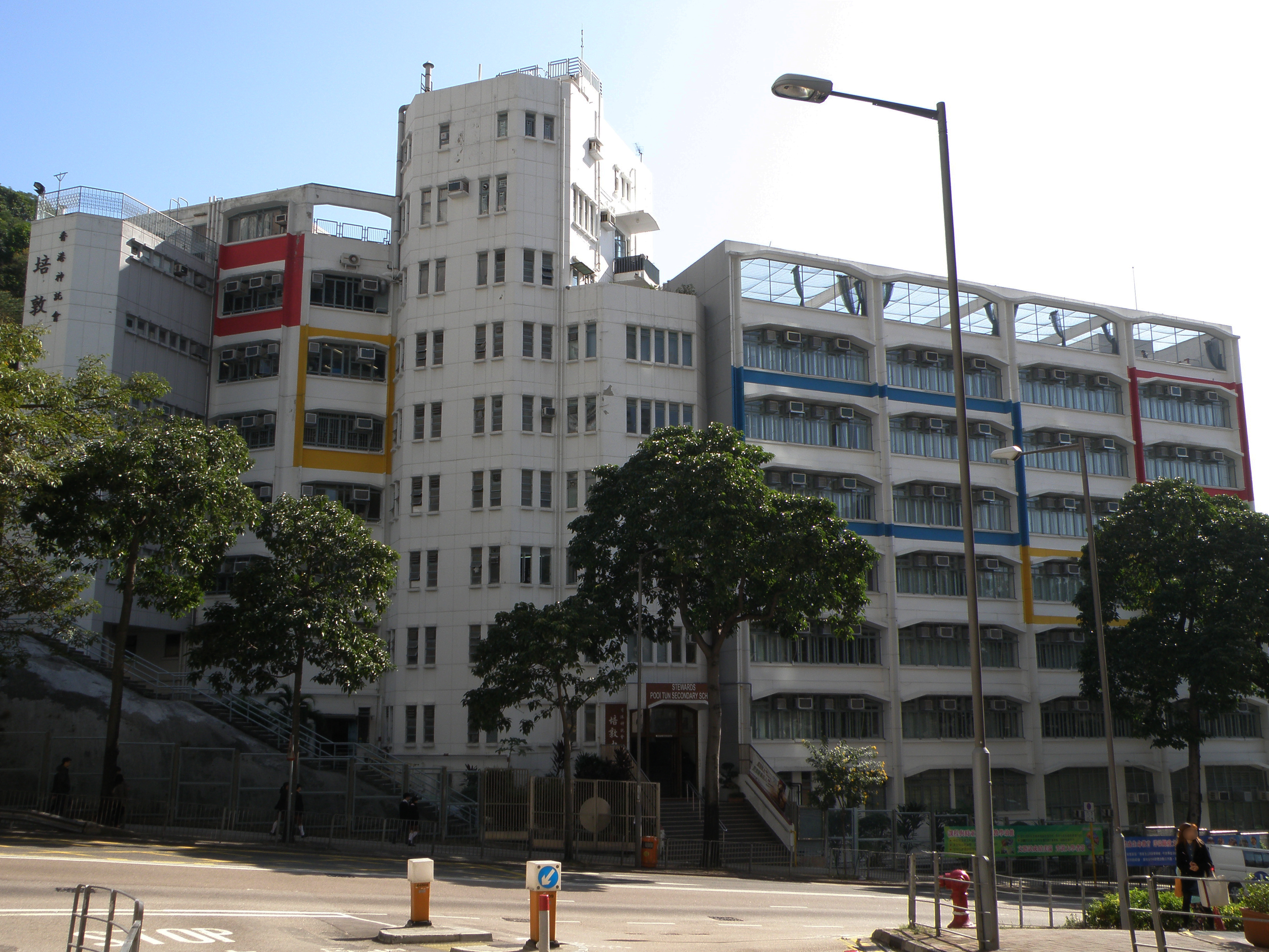
香港神託會培敦中學

- 邵氏片場警衛室
- 培敦中學

## 個人生活
潘祖堯生前已婚，與妻子李氏育有2子3女。